# Pavetta hierniana
Pavetta hierniana är en måreväxtart som beskrevs av Cornelis Eliza Bertus Bremekamp. Pavetta hierniana ingår i släktet Pavetta och familjen måreväxter. Inga underarter finns listade i Catalogue of Life.